# 더 헌트
더 헌트(Jagten)는 2012년 공개된 덴마크의 드라마 영화이다. 주인공 마스 미켈센은 2012년 칸 국제영화제에서 남우주연상을 수상했다.

## 줄거리
영화는 처음부터 루카스의 결백을 전제로 이야기를 풀어간다.
루카스는 아내와 이혼한 뒤 고향 마을에 돌아와 유치원 교사로 일하며 새 삶을 꾸려 나간다. 루카스를 걷잡을 수 없는 곤경에 빠지게 하는 발단은 죽마고우의 딸인 5살 클라라의 거짓말이다. 유치원생인 클라라는 유치원 원장에게 루카스가 자신을 성추행했다는 거짓말을 한다. 소문은 순식간에 마을에 퍼진다. ‘아이들은 거짓말을 하지 않는다’고 굳게 믿는 어른들은 루카스와 그의 아들에게 위협과 폭력을 가한다. 클라라는 뒤늦게 "내가 바보 같은 말을 했다"라고 어른들에게 말하지만, 어른들은 어린이가 스스로를 보호하기 위해 무의식 속에서 기억을 지우는 거라고 믿는다. 사냥터에서 사슴몰이에 내몰린 사슴처럼, 루카스는 점점 궁지에 몰린다. '아이들은 거짓말을 하지 않는다'는 이유로 클라라의 말은 확실한 증거가 되고 경찰의 수사가 정식으로 진행되기도 전에 학부모들에게 루카스의 일이 기정사실에 가깝게 전달된다. 루카스의 이혼한 아내와 아들에게까지 그를 조심하라고 경고하기에 이른댜. 루카스를 둘러싼 모든 사회적 관계들은 한순간에 송두리째 단절돼 버린다. 루카스는 혐의 없음으로 풀려나지만, 누군가가 루카스의 집 창문으로 돌을 던지고 애완견 패니를 싸늘한 주검으로 돌려보낸다.

## 등장인물
- 매즈 미켈슨: 루카스 역
- 아니카 베데르코프: 클라라 역